# 栗林貞一
栗林 貞一（くりばやし ていいち、1933年〈昭和8年〉1月10日 - 2016年〈平成28年〉3月2日）は、日本の運輸官僚。第26代海上保安庁長官。

## 略歴
新潟県新潟市出身。1951年（昭和26年）3月に新潟高等学校を卒業、1955年（昭和30年）3月に東京大学法学部を卒業、4月に運輸省に入省、鉄道監督局総務課に勤務。
1981年（昭和56年）に運輸省航空局飛行場部長に就任、航空局次長、貨物流通局長を歴任、1985年（昭和60年）に運輸政策局長に就任、1986年（昭和61年）に第26代海上保安庁長官に就任。
1989年（平成元年）に日本航空に入社、常務取締役、専務取締役を歴任、1993年（平成5年）に副社長に就任、1997年（平成9年）に日本アジア航空代表取締役会長に就任、2001年（平成13年）に特別顧問に就任。
日本物流団体連合会会長・名誉顧問、日本水難救済会会長、日華文化協会会長、航空保安施設信頼性センター会長、海上保安協会会長などを歴任。
2016年（平成28年）3月2日に死去、83歳没。通夜・告別式は東京都品川区西五反田の桐ヶ谷斎場で執り行われた。

## 年譜
- 1961年（昭和36年）04月 - 新潟陸運局 自動車部 貨物課長[2]
- 1963年（昭和38年）07月 - 兵庫県警察本部 交通部 交通第一（交通指導）課長
- 1965年（昭和40年）07月 - 運輸省 大臣官房 会計課 補佐官
- 1968年（昭和43年）05月 - 神戸海運局 運航部長
- 1969年（昭和44年）04月 - 気象庁 総務部 総務課長
- 1970年（昭和45年）06月 - 気象庁 総務部 主計課長
- 1971年（昭和46年）05月 - 運輸省 大臣官房 情報管理部 情報処理課長
- 1971年（昭和46年）11月 - 総理府 内閣総理大臣官房 審議室 参事官
- 1973年（昭和48年）11月 - 運輸省 大臣官房 安全公害課長
- 1975年（昭和50年）08月 - 海上保安庁 総務部 政務課長
- 1977年（昭和52年）07月 - 仙台陸運局長
- 1978年（昭和53年）07月 - 総理府 内閣総理大臣官房 人事課長、内閣官房 内閣参事官室 内閣参事官
- 1981年（昭和56年）09月 - 運輸省 航空局 飛行場部長
- 1983年（昭和58年）06月 - 運輸省 航空局 次長
- 1984年（昭和59年）07月 - 運輸省 貨物流通局長
- 1985年（昭和60年）06月 - 運輸省 運輸政策局長
- 1986年（昭和61年）06月 - 第26代海上保安庁長官
- 1987年（昭和62年）11月 - 日本長期信用銀行 顧問
- 1988年（昭和63年）06月 - 空港施設 副社長、成田空港施設 社長
- 1989年（平成01年）10月 - 日本航空 顧問
- 1990年（平成02年）06月 - 日本航空 常務
- 1991年（平成03年）06月 - 日本航空 専務
- 1993年（平成05年）06月 - 日本航空 副社長
- 1997年（平成09年）06月 - 日本アジア航空 会長

## 栄典
- 2003年（平成15年）4月29日 - 勲二等瑞宝章[2][5]

## 論文
- CiNii収録論文 - CiNii